# I'm Alive (Céline Dion)
I'm Alive è una canzone registrata dall'artista canadese Céline Dion per il suo sesto album in lingua inglese A New Day Has Come (2002). Il brano è stato pubblicato come secondo singolo promozionale dell'album il 12 agosto 2002 ed è stato anche utilizzato come brano principale della colonna sonora del film Stuart Little 2. La canzone è stata scritta e prodotta da Kristian Lundin e Andreas Carlsson, autori che collaborarono con Céline nel 1999 per il singolo That's the Way It Is.
I'm Alive è una canzone edificante mid-tempo, in cui la Dion dichiara di essere viva, soddisfatta come madre e "innamorata" della vita. Il videoclip musicale è stato diretto da Dave Meyers e girato tra il 24 e il 25 maggio 2002 e poi presentato per la prima volta nel mese seguente. Del videoclip sono state realizzate due versioni: una versione con le scene tratte dal film Stuart Little 2 e una versione senza. Il brano è diventato un successo mondiale raggiungendo la top ten in molti paesi europei come Belgio e Francia, dove fu certificato rispettivamente disco di platino e disco d'oro.

## Antefatti e rilascio
In un'intervista Céline dichiarò che durante la produzione del suo nuovo album "non vedeva l'ora di tornare in studio di registrazione, adorando tutte le canzoni che le persone avevano scritto per lei per il suo nuovo album". La cantante disse a proposito dei nuovi brani: "Quelle canzoni sono diventate ancora più vicine a me perché, il fatto che mi sono presa due anni di pausa, hanno scritto canzoni per me ancora più vicine alle mie emozioni. Avevo cose di cui parlare. Avevo cose di cui cantare. Era un'avventura divertente, senza pressione, rilassata, fluida, potente ma controllata. Mi sono davvero divertita. E rivedere i miei amici è stato fantastico."
I'm Alive è stato pubblicato come secondo singolo dell'album il 12 agosto 2002. Per la promozione radiofonica, la canzone fu ri-prodotta da Humberto Gatica. La Epic Records decise di andare avanti con la versione prodotta da Gatica come versione principale. Quest'ultima fu pubblicata anche nella colonna sonora del film Stuart Little 2 e su singoli CD promozionali e commerciali.
Sebbene nell'ottobre 2008 la versione dell'album di I'm Alive fu inclusa nella compilation My Love: Essential Collection, il nuovo remix di Laurent Wolf fu rilasciato per promuoverlo in Francia. Nel gennaio 2009, Maurice Joshua realizzò altre versioni remixate del brano per i club statunitensi.

## Composizione
I'm Alive è stata scritta da Kristian Lundin e Andreas Carlsson e prodotta dallo stesso Lundin, entrambi lavorarono con Céline per la hit del 1999 That's the Way It Is.
Il singolo è una canzone edificante mid-tempo ed è scritta in chiave Mi ♭ maggiore con un tempo moderato di 104 battiti al minuto. Nel brano la voce della Dion va da La♭ 3 a Re 5.

## Recensioni da parte della critica
Nella sua recensione della colonna sonora di Stuart Little 2, William Ruhlmann di AllMusic scrisse: "Céline Dion occupa la posizione assunta da Trisha Yearwood nella colonna sonora di Stuart Little del 1999, cantando un numero a ritmo ottimista." Sal Cinquemani di Slant Magazine chiamò il brano, una delle "tracce più importanti dell'album", nominandola "un numero mid-tempo edificante". Anche la recensione di RollerCoaster della ABC fu positiva, commentando che "questo è il tipo di musica che ascolti in sottofondo mentre ti diverti con gli amici o mentre stai bevendo un bel tè con la famiglia. È il tipo di canzone che canti e che ti trasporta lentamente." Neal Sky di Pop Dirt l'ha definì una "bubblegum-radio-song".
Chuck Taylor di Billboard scrisse: "I'm Alive dimostra una svolta a sinistra stilistica, con i suoi ritmi tribali palpitanti e una voce sciolta e sfolgorante di Dion... Il filtrante remix di Humberto Gatica aggiunge succo alla versione dell'album, mentre l'up-tempo Wake Up Mix, con l'assistenza di Ric Wake e Richie Jones, è il remix più ispirato e festoso della Dion fino ad oggi, con Heart of Glass di Blondie intrecciato al ritmo di uno splendido effetto". Stephen Thomas Erlewine di AllMusic definì questa canzone edificante e sottolineata; nella sua recensione dell'album A New Day Has Come ha definito la canzone, un "gioiello up-tempo di grande successo".

## Successo commerciale
La canzone ha avuto successo in molti paesi europei come Austria, Belgio e Francia. I'm Alive debuttò alla 71ª posizione della Ö3 Austria Top 40 per poi passare la settimana seguente, alla numero 23. Il singolo, nella sua quarta settimana in classifica, raggiunse la top ten posizionandosi alla numero 5, dove rimase per quattro settimane consecutive. In totale la canzone trascorse ventidue settimane in classifica. Anche in Svezia raggiunse la quinta posizione della classifica dei singoli più venduti rimanendo in totale 18 settimane. Nella classifica belga, il singolo debuttò alla numero 18 passando la settimana successiva in terza posizione. Nella sua terza settimana I'm Alive salì ancora, raggiungendo la numero 2, dove rimase per quattro settimane consecutive. In totale trascorse 17 settimane in top ten e 26 settimane in classifica. I'm Alive fu certificato disco di platino nel 2002 per le oltre 70 000 copie vendute in Belgio.
Il singolo raggiunse la top ten anche nella classifica francese dove debuttò in 61ª posizione, passando la settimana seguente direttamente alla numero 7. In totale la canzone rimase 22 settimane in classifica e fu certificata disco d'oro per aver venduto oltre 250 000 copie.
I'm Alive si posizionò anche nella classifica australiana raggiungendo la numero 30, mentre in Nuova Zelanda debuttò alla numero 44 per poi salire alla 35ª posizione nella sua quarta settimana.
Negli Stati Uniti il singolo della Dion non ottenne un buon successo anche se riuscì a raggiungere la sesta posizione della Billboard Hot Adult Contemporary Tracks, classifica in cui vi rimase per 26 settimane totali.

## Interpretazioni dal vivo
Durante la sua promozione del nuovo singolo, Céline Dion partecipò a molti eventi ed ospitate televisive, presentando I'm Alive in programmi americani e non come il David Letterman Show, Top of the Pops, Le Grand Blond Avec Un Show Sournois with Marc Labrèche, Tout Prix, Bingo Lotto, Graine de stars.
Il 7 aprile 2002 Céline interpreta il singolo I'm Alive durante lo speciale televisivo A New Day Has Come, spettacolo della CBS dedicato al nuovo album omonimo della Dion e registrato il 2 marzo al Kodak Theatre di Los Angeles.
Il 2 maggio 2002 Céline canta I'm Alive, tra i vari brani, durante lo speciale televisivo della CBS Rockin' for the USA - A National Salute to the U.S. Military, concerto dedicato ai soldati americani, tenutosi sulla portaerei statunitense Harry S. Truman. Il 23 maggio Céline partecipa al concerto benefico VH1 Divas Las Vegas: An Honors Concert For The VH1 Save The Music Foundation, tenutosi al MGM Grand di Las Vegas e andato in onda sul canale televisivo musicale il 22 ottobre 2002. Tra i vari brani presenti nella scaletta c'è I'm Alive, la cui interpretazione è stata inclusa nell'album live Divas Las Vegas.
Dal 25 marzo 2003, Céline eseguì I'm Alive per cinque serate a settimana durante il suo spettacolo A New Day... tenutosi al Caesars Palace di Las Vegas. Una delle performance fu pubblicata sull'album live A New Day... Live in Las Vegas nel 2004 e sul DVD Live in Las Vegas - A New Day... nel 2007. La canzone ha fatto parte anche della scaletta del Taking Chances World Tour ed è stata eseguita dalla Dion in una nuova versione remix. Mentre nel 2015 il brano fu interpretato in versione acustica per la scaletta del nuovo residency-show della cantante, Céline.
I'm Alive è stata eseguita anche durante le tournée Celine Dion Live 2017, Celine Dion Live 2018 e Courage World Tour. Il 5 luglio 2019 I'm Alive fu cantata durante il concerto al BST Hyde Park, tenutosi a Londra.

## Formati e tracce
CD Maxi-Singolo (Australia) (Epic: 672912 2)
1. I'm Alive (Album Version) – 3:30 (Kristian Lundin, Andreas Carlsson)
2. I'm Alive (The Wake Up Mix) – 3:06 (Lundin, Carlsson)
3. I'm Alive (Humberto Gatica Mix) – 3:28 (Lundin, Carlsson)
4. Aun Existe Amor (Album Version) – 3:52 (testo: Ignacio Ballesteros – musica: Riccardo Cocciante)

CD Singolo Promo (Brasile) (Epic: 2 900166 - 2 900205)
1. I'm Alive (Album Version) – 3:30 (Lundin, Carlsson)
2. I'm Alive (Humberto Gatica Mix) – 3:28 (Lundin, Carlsson)
3. I'm Alive (The Wake Up Mix) – 3:06 (Lundin, Carlsson)
4. I'm Alive (Johnny Rocks Rhythm Radio Edit) – 3:36 (Lundin, Carlsson)
5. I'm Alive (Johnny Rocks World Anthem Remix) – 10:47 (Lundin, Carlsson)
6. I'm Alive (Joe Bermudez Radio Edit) – 4:25 (Lundin, Carlsson)
7. I'm Alive (Joe Bermudez Club Mix) – 7:41 (Lundin, Carlsson)

CD Singolo Promo (Canada; Messico) (Columbia: CSK 56894; Epic: PRCD 98660)
1. I'm Alive (Humberto Gatica Mix) – 3:28 (Lundin, Carlsson)
2. I'm Alive (The Wake Up Mix) – 3:06 (Lundin, Carlsson)

CD Singolo Promo (Europa) (Columbia: SAMPCS 11573 1)
1. I'm Alive (Album Version) – 3:30 (Lundin, Carlsson)
2. I'm Alive (Humberto Gatica Mix) – 3:28 (Lundin, Carlsson)
3. I'm Alive (The Wake Up Mix) – 3:06 (Lundin, Carlsson)

CD Singolo (Europa) (Columbia: COL 672728 1)
1. I'm Alive (Humberto Gatica Mix) – 3:29 (Lundin, Carlsson)
2. I'm Alive (Johnny Rocks Rhythm Radio Edit) – 3:35 (Lundin, Carlsson)

CD Maxi-Singolo (Europa; Sudafrica) (Columbia: COL 672728 2; Columbia: CDSIN 537)
1. I'm Alive (Humberto Gatica Mix) – 3:28 (Lundin, Carlsson)
2. I'm Alive (Johnny Rocks Rhythm Radio Edit) – 3:36 (Lundin, Carlsson)
3. Aun Existe Amor (Album Version) – 3:52 (testo: Ballesteros – musica: Cocciante)
4. I'm Alive (Joe Bermudez Club Mix) – 7:41 (Lundin, Carlsson)
5. A New Day Has Come (Video) – 4:20

CD Singolo Promo (Regno Unito) (Epic: XPCD2710)
1. I'm Alive (Album Version) – 3:30 (Lundin, Carlsson)
2. I'm Alive (The Wake Up Mix) – 3:06 (Lundin, Carlsson)
3. I'm Alive (Humberto Gatica Mix) – 3:28 (Lundin, Carlsson)

CD Singolo (Regno Unito) (Epic: 673065 2)
1. I'm Alive (Humberto Gatica Mix) – 3:28 (Lundin, Carlsson)
2. Aun Existe Amor – 3:52 (testo: Ballesteros – musica: Cocciante)
3. A New Day Has Come (Video)

CD Singolo (Regno Unito) (Epic: 673065 5)
1. I'm Alive (Album Version) – 3:30 (Lundin, Carlsson)
2. I'm Alive (Humberto Gatica Mix) – 3:28 (Lundin, Carlsson)
3. I'm Alive (Johnny Rocks Radio Edit) – 3:36 (Lundin, Carlsson)
4. I'm Alive (Joe Bermudez Radio Edit) – 4:25 (Lundin, Carlsson)

CD Singolo Promo (Stati Uniti) (Epic: ESK 56894)
1. I'm Alive (Humberto Gatica Mix) – 3:28 (Lundin, Carlsson)
2. I'm Alive (The Wake Up Mix) – 3:06 (Lundin, Carlsson)

CD Singolo Promo (Stati Uniti) (Columbia: 88697 46233 2)
1. I'm Alive (feat. Maurice Joshua) (Vocal) – 7:41 (Lundin, Carlsson)
2. I'm Alive (feat. Maurice Joshua) (Dub) – 7:41 (Lundin, Carlsson)
3. I'm Alive (feat. Maurice Joshua) (Radio Edit) – 3:14 (Lundin, Carlsson)

LP Singolo Promo 12" (Francia) (Columbia: SAMPMS 11799)
1. I'm Alive (Album Version) – 3:30 (Lundin, Carlsson)
2. I'm Alive (Humberto Gatica Mix) – 3:28 (Lundin, Carlsson)
3. I'm Alive (The Wake'Up Mix) – 3:06 (Lundin, Carlsson)

LP Singolo Promo 12" (Regno Unito) (Epic: XPR3604)
1. I'm Alive (Johnny Rocks World Anthem Remix) – 10:47 (Lundin, Carlsson)
2. I'm Alive (Joe Bermudez Club Mix) – 7:41 (Lundin, Carlsson)

LP Singolo Promo 12" (Stati Uniti) (Epic: EAS 56894)
1. I'm Alive (Johnny Rocks World Anthem Remix) – 10:47 (Lundin, Carlsson)
2. I'm Alive (Johnny Rocks Rhythm Radio Edit) – 3:36 (Lundin, Carlsson)
3. I'm Alive (Joe Bermudez Reincarnation Club Mix) – 7:41 (Lundin, Carlsson)
4. I'm Alive (Joe Bermudez Reincarnation Radio Edit) – 4:25 (Lundin, Carlsson)

MC Singolo (Regno Unito) (Epic: 673065 4)
1. I'm Alive (Humberto Gatica Mix) – 3:28
2. Aun Existe Amor – 3:52
3. I'm Alive (Johnny Rocks Rhythm Radio Edit) – 3:36

## Versioni ufficiali
- I'm Alive (Album Version) – 3:30
- I'm Alive (ft. Maurice Joshua)(Dub) – 7:41
- I'm Alive (ft. Maurice Joshua)(Radio Edit) – 3:14
- I'm Alive (ft. Maurice Joshua)(Vocal) – 7:41
- I'm Alive (Humberto Gatica Mix) – 3:28

- I'm Alive (Johnny Rocks Rhythm Radio Edit) – 3:36
- I'm Alive (Johnny Rocks World Anthem Remix) – 10:47
- I'm Alive (Joe Bermudez Club Mix) – 7:41
- I'm Alive (Joe Bermudez Radio Edit) – 4:25
- I'm Alive (The Wake Up Mix) – 3:06

## Classifiche

### Classifiche settimanali
| Classifica (2002-2009)                                 | Posizione massima raggiunta |
| ------------------------------------------------------ | --------------------------- |
| Australia (ARIA)                                       | 30                          |
| Austria (Ö3 Austria Top 40)                            | 5                           |
| Belgio Fiandre (Ultratop 50)                           | 2                           |
| Belgio Vallonia (Ultratop 50)                          | 2                           |
| Canada (Billboard Hot Canadian Digital Song Sales)     | 21                          |
| Danimarca (Track Top-40)                               | 7                           |
| Europa (Eurochart Hot 100 Singles)                     | 2                           |
| Finland (Suomen virallinen lista)                      | 13                          |
| Francia (SNEP)                                         | 7                           |
| Germania (Media Control Charts)                        | 4                           |
| Grecia (IFPI Greece)                                   | 7                           |
| Italia (FIMI)                                          | 25                          |
| Nuova Zelanda (The Official NZ Music Charts)           | 35                          |
| Paesi Bassi (Dutch Top 40)                             | 23                          |
| Paesi Bassi (Single Top 100)                           | 7                           |
| Polonia (Polish Music Charts)                          | 1                           |
| Portogallo (AFP)                                       | 4                           |
| Québec (ADISQ)                                         | 2                           |
| Regno Unito (Official Singles Chart Top 100)           | 17                          |
| Romania (Romanian Top 100)                             | 1                           |
| Scozia (Official Scottish Singles Sales Chart Top 100) | 9                           |
| Spagna (PROMUSICAE)                                    | 20                          |
| Stati Uniti (Bubbling Under Hot 100)                   | 11                          |
| Stati Uniti (Billboard Hot Adult Contemporary Tracks)  | 6                           |
| Stati Uniti (Hot Dance Club Songs)                     | 35                          |
| Svezia (Sverigetopplistan)                             | 5                           |
| Svizzera (Schweizer Hitparade)                         | 7                           |
| Ungheria (MAHASZ)                                      | 14                          |

### Classifiche di fine anno
| Classifica (2002)                                          | Posizione |
| ---------------------------------------------------------- | --------- |
| Austria (Ö3 Austria Top 75 - JAHRESHITPARADE 2002)         | 38        |
| Belgio Fiandre (Ultratop jaaroverzichten 2002 - Singles)   | 6         |
| Belgio Vallonia (Ultratop rapports annuels 2002 - Singles) | 33        |
| Europa (Eurochart Hot 100 Singles 2002)                    | 20        |
| Francia (SNEP - Classement Singles - année 2002)           | 39        |
| Germania (Top 100 Sinlge-Jahrescharts)                     | 22        |
| Paesi Bassi (Dutch Top 40)                                 | 117       |
| Paesi Bassi (Jaaroverzichten - Single 2002)                | 49        |
| Stati Uniti (Billboard Hot Adult Contemporary Tracks)      | 20        |
| Svezia (Sverigetopplistan)                                 | 53        |
| Svizzera (Schweizer Jahreshitparade 2002)                  | 41        |

## Crediti e personale
Registrazione
- Registrato ai Westlake Audio (CA), Paradise Sounds (FL)
- Mixato ai Barking Doctor Recording di Mount Kisco (NY)

Personale
- Arrangiato da (archi) - Henrik & Ulf Janson
- Chitarra - Esbjörn Öhrwall
- Chitarra aggiuntiva - Chieli Minucci
- Cori - Andreas Carlsson, Nana Hedin
- Direttore d'orchestra (archi) - Henrik & Ulf Janson
- Ingegnere del suono - Humberto Gatica
- Ingegnere del suono (assistente) - Chris Brooke
- Ingegnere del suono (assistente al Mix) - Tom Bender
- Ingegnere del suono (Pro Tools) - John Amatiello
- Mixato da - Mick Guzauski
- Musica di - Andreas Carlsson, Kristian Lundin
- Orchestra d'archi - Stockholm Session Strings
- Produttore - Kristian Lundin
- Produttore (produzione aggiuntivo) - Ric Wake, Richie Jones
- Produttore esecutivo - Vito Luprano
- Programmazione di - Kristian Lundin
- Programmazione aggiuntiva batteria - Richie Jones
- Programmazione aggiuntiva tastiere - Eric Kupper
- Tastiere - Kristian Lundin
- Testi di - Andreas Carlsson, Kristian Lundin

## Cronologia di rilascio
| Paese       | Data | Formato           |
| ----------- | ---- | ----------------- |
| Australia   | 2002 | CD                |
| Europa      | 2002 | CD                |
| Regno Unito | 2002 | CD • Musicassetta |
| Sudafrica   | 2002 | CD                |